# Rondeletia cumanensis
Rondeletia cumanensis är en måreväxtart som beskrevs av Carl Sigismund Kunth. Rondeletia cumanensis ingår i släktet Rondeletia och familjen måreväxter. Inga underarter finns listade i Catalogue of Life.